# David Brabham

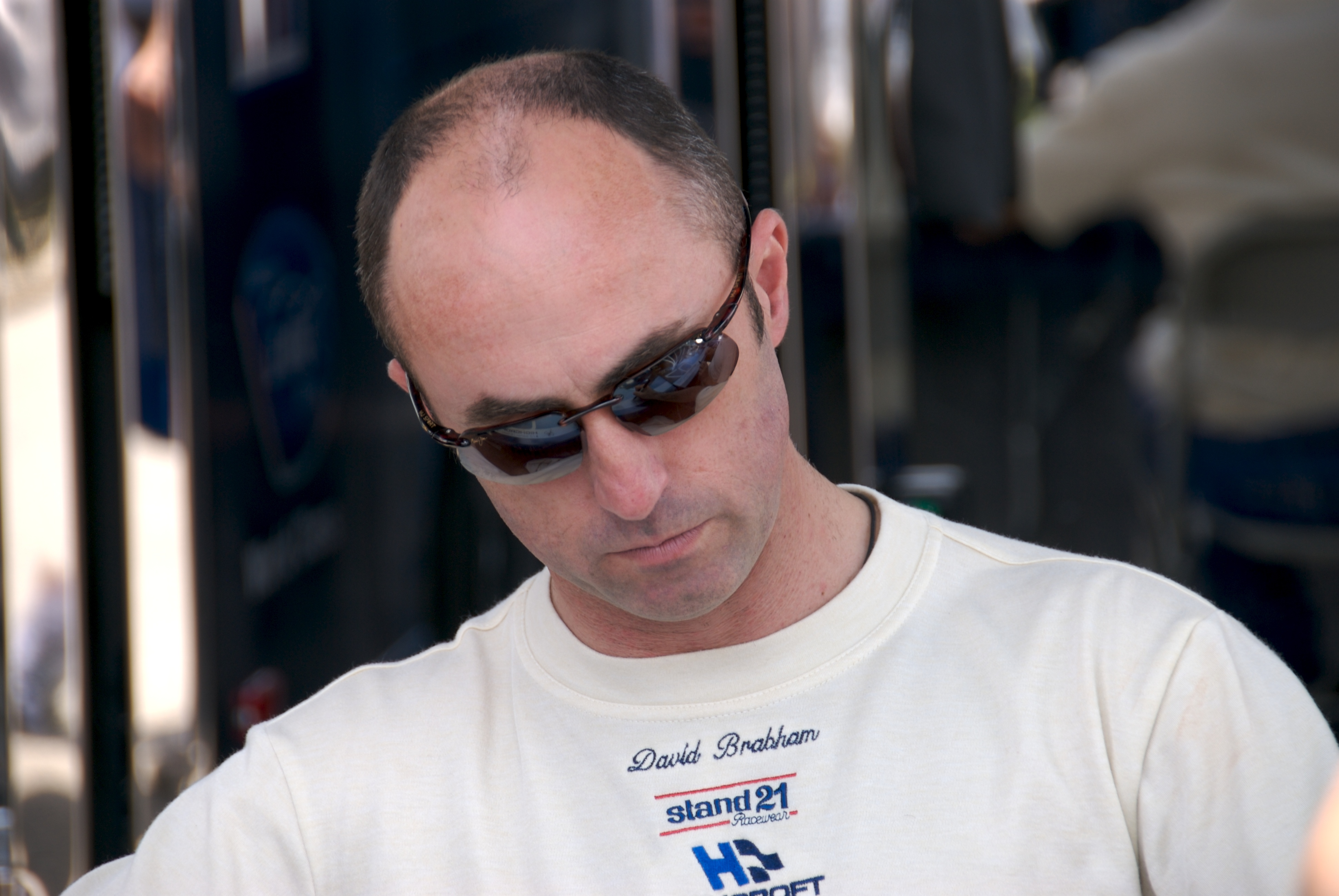
David Brabham

David Brabham (n. 5 septembrie 1965, Londra, Anglia, Regatul Unit) a fost un pilot australian de Formula 1 care a evoluat în Campionatul Mondial în 1990 și 1994. Este fiul cel mai tânăr al lui Jack Brabham, cel care a câștigat Formula 1 în 1959, 1960 și 1966, și fratele lui Gary Brabham, prezent și el în F1 în sezonul 1990.

## Cariera în Formula 1
| Sezon | Echipă                    | Puncte      | Loc clasament general |
| ----- | ------------------------- | ----------- | --------------------- |
| 1990  | Motor Racing Developments | 0           | -                     |
| 1993  | Footwork Mugen Honda      | Pilot teste | -                     |
| 1994  | MTV Simtek Ford           | 0           | -                     |